# Thea Bjelde
Thea Bjelde, född den 5 juni 2000 i Sogndal, är en norsk fotbollsspelare.

## Karriär
Thea Bjelde inledde sin seniorkarriär i Sogndal Fotball år 2015. Hon har även spelat för Kaupanger och Arna-Bjørnar innan hon 2021  kontrakterades av Vålerenga Fotball. Hon har även representerat det norska damlandslaget där hon debuterade år 2022.